# 제바스티안 비더라크
제바스티안 프리드리히 펠릭스 비더라크(독일어: Sebastian Friedrich Felix Biederlack, 1981년 9월 16일~)는 독일의 전직 필드하키 선수로 포지션은 미드필더이다. 그는 독일 필드하키 국가대표팀의 일원으로 활동했다. 
그는 국가대표 선수로서 올림픽에 2회 출전했고 2008년 하계 올림픽에서 금메달을 획득했고 2004년 하계 올림픽에서 동메달을 획득했다.